# 休神星
休神星 (90 Antiope，發音： /ænˈtaɪ.əpiː/ an-TY-ə-pee) 是一顆司理星族的聯星小行星，於1866年10月1日被卡尔·特奥多尔·罗伯特·路德發現，而在2000年發現它實際上包括兩顆幾乎同樣大小互繞著的小行星，平均直徑大約是88公里和84公里，這兩顆都在500大小行星的名單上。

## 命名
在休神星名字前面的數字表示這是第90顆被發現的小行星。它的名稱來自希臘神話，但是仍在爭議這是來自亞馬遜的安地歐普，還是安費恩和宙斯的母親安地歐普。

## 特徵
安地歐普的軌道在小行星帶核心區域外側1/3處，並且是司理星族的成員。與這一區域的小行星一樣，它是暗淡的C-型光譜小行星，顯示它是以碳質為主要組成分的小行星。低密度 (1.3±0.2 g/cm³) 的成分 (見下文) 表明它是重大的多孔結構 (>30%)，顯示是礫石堆結構的小行星，可能是以前的小行星碰撞後的碎片累積而成的 (可能是形成司理星族的)。
成員之一似乎有個68公里的碗狀撞擊坑，可能是將原始的休神星撞擊成近似相等兩顆的一次猛烈撞擊造成的結果。經過計算，衝擊者的直徑應該超過17公里。但使用凱克II望遠鏡也不能解析出這個坑穴，所以使用30米級的望遠鏡或太空天文台將能確認其是否真實。
在1980年6月11日，觀測到休神星的掩星現象，並提出了觀測報告。

## 雙小行星
休神星最顯著的特點是包含兩個大小幾乎相等的成員（在質量上的差異小於2.5%），使它成為真正的小行星聯星。它的聯星本質是2000年8月10日一群在毛納基山使用凱克望遠鏡自適應光學系統的日本天文學家發現的。這"伴星"被標示為S/2000 (90) 1。在這之前，IRAS曾經建議這顆小行星的直徑有120公里。
每個成員的直徑是86±1 公里，兩者中心僅相距171公里，這意味著，這兩顆伴星之間分離的間隙與個別的值徑相當。這兩顆天體繞著在它們之間共同的質量中心運轉著，離心率低於0.006，軌道周期大約是16.5小時。每隔幾年，從地球會觀察到這兩顆小行星有一段時期會互相遮蔽。依據约翰内斯·开普勒的第三定律，可以從軌道週期和大小推導出這些成員的質量和密度。
這兩個成員共有的軌道軸線指向接近黃道座標 (β, λ) = (200°, 38°)，但有著2度的不確定，與這個系統繞日公轉的軌道平面傾斜約63 °。
使用自適應光學在8-10米級望遠鏡和共同事件的光電光度計曲線完整的觀察了幾個月，提供和補充了一些其它的輸入量，推導出完整的一套物理參數 (成員的形狀、表面散射、體機密度、和內部屬性)。形狀的模型考慮到成員輕微的非球型，大小比率為0.95 (平均的半徑是42.9公里)，和展示出均質旋轉物體的平衡性。比較了2003年掠掩事件的光度曲線，認為成員真實的形狀與洛希平衡的圖型相距不遠 (大約超過10%)。

## 外部連結
- Discovery of Companions to Asteroids 762 Pulcova and 90 Antiope （页面存档备份，存于） SWrI Press Release.
- Data on (90) Antiope from Johnston's archive（页面存档备份，存于） (maintained by W. R. Johnston)
- online data on the Antiope system maintained by F. Marchis; includes images and simulated occultation movies.
- ESO Press-Release published on May 29, 2007 The Impossible Siblings
- UC-Berkeley Press-Release published on May 29, 2007 （页面存档备份，存于） Binary asteroid revealed as twin rubble piles
- Antiope, a true binary asteroid, The Planetary Society weblog, E. Lakdawalla, 11 April 2007.
- 休神星 at the JPL Small-Body Database 
  - Close approach · Discovery · Ephemeris · Orbit diagram · Orbital elements · Physical parameters

- An Occultation by the double asteroid (90) Antiope seen in California (Franck Marchis)

| 前一小行星： (89)信女星 | 小行星列表 | 後一小行星： (91)河神星 |